# Ладигівська сільська рада
Лади́гівська сільська́ ра́да — адміністративно-територіальна одиниця та орган місцевого самоврядування у Старокостянтинівському районі Хмельницької області. Адміністративний центр — село Ладиги.

## Загальні відомості
Ладигівська сільська рада утворена в 1928 році.
- Територія ради: 56,953 км²
- Населення ради: 1 344 особи (станом на 2001 рік)
- Територією ради протікає річка Случ

## Населені пункти
Сільській раді підпорядковані населені пункти:
- с. Ладиги
- с. Губин

## Склад ради
Рада складалася з 16 депутатів та голови.
- Голова ради: Білий Володимир Григорович
- Секретар ради: Христофорова Наталія Михайлівна

### Керівний склад попередніх скликань
| Прізвище, ім'я, по батькові | Основні відомості                                                               | Дата обрання | Дата звільнення |
| --------------------------- | ------------------------------------------------------------------------------- | ------------ | --------------- |
| Козачук Василь Дмитрович    | Сільський голова, 1951 року народження, освіта середня спеціальна, безпартійний | 26.03.2006   | 31.10.2010      |
| Козачук Василь Дмитрович    | Сільський голова, 1951 року народження, освіта середня спеціальна, безпартійний | 31.10.2010   | 09.09.2012      |
| Білий Володимир Григорович  | Сільський голова, 1958 року народження, освіта вища, член Партії регіонів       | 09.09.2012   |                 |

Примітка: таблиця складена за даними сайту Верховної Ради України

### Депутати
За результатами місцевих виборів 2010 року депутатами ради стали:

#### За суб'єктами висування
| Суб'єкт висування                      | Кількість обраних депутатів | %    |
| -------------------------------------- | --------------------------- | ---- |
| Самовисування                          | 10                          | 62,5 |
| Народна партія                         | 3                           | 18,8 |
| Єдиний Центр                           | 1                           | 6,3  |
| Партія регіонів                        | 1                           | 6,3  |
| Партія Християнсько-Демократичний Союз | 1                           | 6,3  |

#### За округами
| № округу                               | Прізвище, ім'я, по батькові        | Дата визнання обраним | Освіта             | Партійна приналежність                        | Відомості про обраного депутата |
| -------------------------------------- | ---------------------------------- | --------------------- | ------------------ | --------------------------------------------- | ------------------------------- |
| Єдиний Центр                           |                                    |                       |                    |                                               |                                 |
| 9                                      | Антощук Зоя Василівна              | 05.11.2010            | середня спеціальна | член Єдиного Центру                           | ПП Ладиги, комірник             |
| Народна Партія                         |                                    |                       |                    |                                               |                                 |
| 1                                      | Малярчук Катерина Василівна        | 05.11.2010            | вища               | член Народної партії                          | СГК «Щорса», бухгалтер          |
| 5                                      | Христофорова Наталія Михайлівна    | 05.11.2010            | середня спеціальна | позапартійна                                  | Ладигівська с/р, секретар       |
| 8                                      | Іванова Тетяна Володимирівна       | 05.11.2010            | середня спеціальна | член Народної партії                          | ДНЗ «Малятко», завідувачка      |
| Партія регіонів                        |                                    |                       |                    |                                               |                                 |
| 15                                     | Савінська Оксана Олександрівна     | 05.11.2010            | середня спеціальна | позапартійна                                  | ПП Ладиги, бухгалтер            |
| Партія Християнсько-Демократичний Союз |                                    |                       |                    |                                               |                                 |
| 11                                     | Бачук Оксана Василівна             | 05.11.2010            | середня спеціальна | член Партії Християнсько-Демократичний Союз   | Ладигівська с/р, бухгалтер      |
| Самовисування                          |                                    |                       |                    |                                               |                                 |
| 2                                      | Струменський Володимир Миколайович | 05.11.2010            | незакінчена вища   | член Всеукраїнського об'єднання «Батьківщина» | СГК «Щорса», зав майстернею     |
| 3                                      | Баранецька Олена Володимирівна     | 05.11.2010            | середня спеціальна | позапартійна                                  | Ладигівська СБК, директор       |
| 4                                      | Дубина Лариса Віталіївна           | 05.11.2010            | середня спеціальна | позапартійна                                  | СГК «Щорса», ветеринар          |
| 6                                      | Поступальська Валентина Іванівна   | 05.11.2010            | середня            | позапартійна                                  | ВПЗ Ладиги, листоноша           |
| 7                                      | Білий Володимир Григорович         | 05.11.2010            | вища               | позапартійний                                 | СГК «Щорса», зоотехнік          |
| 10                                     | Попадюк Галина Петрівна            | 05.11.2010            | середня спеціальна | позапартійна                                  | приватне підприємство           |
| 12                                     | Філунець Михайло Іларіонович       | 05.11.2010            | середня спеціальна | член Всеукраїнського об'єднання «Батьківщина» | СГК «Щорса», автомеханік        |
| 13                                     | Довгальська Наталія Іванівна       | 05.11.2010            | середня спеціальна | член Всеукраїнського об'єднання «Батьківщина» | Хмельницька МСБ, молокозбирач   |
| 14                                     | Нікітюк Сергій Дем'янович          | 05.11.2010            | середня            | член Всеукраїнського об'єднання «Батьківщина» | тимчасово не працює             |
| 16                                     | Кренц Тетяна Анатоліївна           | 05.11.2010            | середня спеціальна | член Всеукраїнського об'єднання «Батьківщина» | ВПЗ Ладиги, листоноша           |